# Домналл мак Аэдо
Домналл мак Аэдо (Домналл мак Аэда; др.‑ирл. Domnall mac Áedo; Domnall mac Áeda; умер в конце января 642) — король Кенел Конайлл (будущего Тирконнелла; 615—642) и верховный король Ирландии (628—642) из Северных Уи Нейллов. Один из немногих ирландских правителей, наделённый в средневековых исторических источниках титулом «король Ирландии».

## Биография

### Происхождение
Домналл был сыном правителя Кенел Конайлл и верховного короля Ирландии Аэда мак Айнмереха, скончавшегося в 598 году, и Ланн, дочери Аэда Гуайре из септа Уи Мак Кайртинн. Первое упоминание Домналла в исторических источниках датируется периодом 570-х—590-х годов. Это свидетельство содержится в написанном на рубеже VII и VIII веков Адамнаном житии Колумбы. В нём сообщается о встрече святого с ещё юным Домналлом в Друим Кете, во время которой Колумба предсказал Домналлу великую славу и ненасильственную смерть в старческом возрасте. По свидетельству жития, эта встреча произошла во время большого собрания знати и духовенства, на котором присутствовали святой Колумба, верховный король Ирландии Аэд мак Айнмерех и правитель Дал Риады Айдан. В ирландских анналах это событие датируется 575 годом. Однако, вероятно, эта датировка ошибочна, так как тогда Аэд ещё не был верховным королём. Точно известно лишь то, что собрание в Друим Кете не могло состояться позднее 597 года, даты смерти святого Колумбы.
Старший брат Домналла мак Аэдо, верховный король Ирландии Маэл Кобо мак Аэдо, погиб в 615 году в сражении с Суибне Заикой из рода Кенел Эогайн. После его смерти титул верховного короля перешёл к Суибне, а Домналл унаследовал власть над Кенел Конайлл.

### Верховный король Ирландии

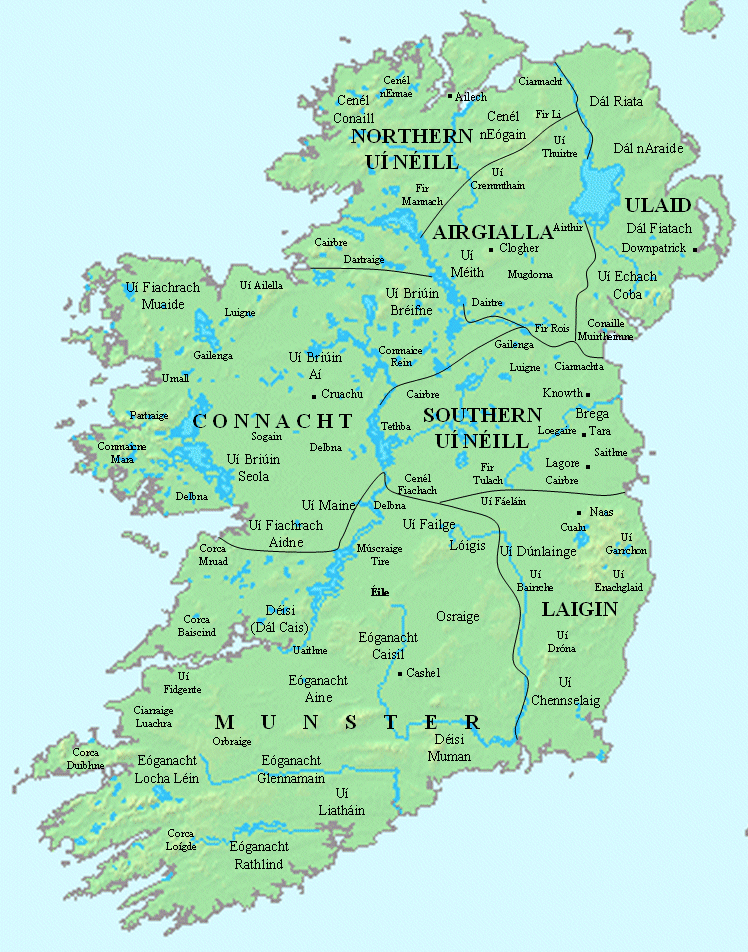
Ирландия в Раннее Средневековье

Первое упоминание Домналла мак Аэдо в ирландских анналах относится к 628 году. Этим годом датировано сражение при Боте, в котором Домналл потерпел поражение от верховного короля Ирландии Суибне Заики. Однако вскоре после сражения Суибне был убит королём Ульстера Конгалом Кривым, которого предания называли (наряду с королём Коннахта Рогаллахом мак Уатахом) воспитанником Домналла. Предполагается, после убийства Суибне правитель Ульстера сам намеревался стать верховным королём Ирландии, однако этот титул достался королю Кенел Конайлл. Согласно преданиям, конфликт из-за обладания титулом верховного короля привёл к разрыву добрососедских отношений между Домналлом и Конгалом.
Вероятно, желая утвердить своё возвышение получением традиционной дани, Домналл мак Аэдо в этом же году совершил набег на Лейнстер и подверг земли этого королевства разграблению. О получении Домналлом с лейнстерцев дани скотом упоминается и в ирландской саге «Борома».
В записях о событиях 629 года анналы сообщают о сражении при Фид Эойне, в котором вождь ульстерских круитни Маэл Кайх мак Сганнайл (возможно, брат короля Ульстера) одержал победу над войском союзного Домналлу мак Аэдо королевства Дал Риада. На поле боя пали король британских скоттов Коннад, два внука короля Айдана и нанятые ими воины из Берниции. Однако позднее в этом же году в сражении при Дун Кейтирнне (около Колрейна) уже верховный король Домналл нанёс поражение ульстерскому войску, предводительствуемому Конгалом Кривым.
В первой половине 630-х годов владения Уи Нейллов охватили междоусобные войны: в 630 году борьба за власть развернулась в королевстве Айлех, а в 634—635 годах произошли военные столкновения между правившими в Миде представителями рода Кланн Холмайн и королями Бреги из рода Сил Аэдо Слане. Эти конфликты позволили правителю Ульстера Конгалу Кривому снова предъявить свои притязания на титул верховного короля Ирландии и даже, вероятно, титуловаться королём Тары, о чём сохранились упоминания в ирландских анналах. Однако прекращение междоусобицы среди Уи Нейллов дало возможность Домналлу мак Аэдо в 635 году заключить направленный против правителя Ульстера союз с королями-соправителями Бреги Диармайтом и Блатмаком мак Аэдо Слане. По свидетельству преданий, из-за преследований со стороны Домналла Конгал Кривой был вынужден бежать в Британию. Здесь он нашёл убежище у короля Дал Риады Домналла I, который под влиянием Конгала разорвал свой союз с верховным королём Ирландии.
В 637 году, собрав большое войско и флот, Конгал возобновил военные действия против Домналла мак Аэдо. К королю Ульстера примкнули правитель Дал Риады Домналл I, король Айлеха Крундмаэл мак Суибни, а также, согласно преданиям, бритты и англосаксы. Для борьбы со своим соперником Домналл мак Аэдо создал коалицию, в которую вошли представители как Северных, так и Южных Уи Нейллов. На стороне верховного короля Ирландии, кроме его племянников Келлаха мак Маэл Кобо и Коналла Каэла, выступили короли-соправители Бреги Диармайт и Блатмак мак Аэдо Слане и их брат Дунхад. В сражении при Маг Рот (современной Мойре) войско Домналла мак Аэдо одержало решительную победу над ульстерским войском. Среди погибших были король Конгал Кривой, а также сражавшиеся на стороне ульстерцев сын и внук бывшего короля Миде Коналла Гутбинна, Айрметах Кривой и Фаэлху мак Айрметайг. Король Дал Риады Домналл I сумел спастись с бегством с поля боя. Ирландские анналы так же сообщают о произошедшей в один день со сражением при Маг Рот морской битве при Сайлтире (у побережья полуострова Кинтайр), в которой предводительствуемый Коналлом Каэлом флот Домналла мак Аэдо нанёс поражение объединённому флоту Айлеха и Дал Риады. Победы при Маг Рот и Сайлтире позволили Домналлу избавиться от своего главного врага — короля Конгала Кривого, а правителям Бреги Диармайту и Блатмаку стать наиболее влиятельными правителями среди Южных Уи Нейллов. В свою очередь, потерпевший поражение король Дал Риады Домналл I навсегда утратил контроль над своими ирландскими землями. С этих пор владения дал-риадских правителей ограничивались только северными областями Британии (будущей Шотландией).
Домналл мак Аэдо умер в конце января 642 года, возможно, после продолжительной болезни. Местом его смерти был Ард Фотад. Сообщая о кончине этого монарха, ирландские анналы называют его «королём Ирландии» (лат. rex Hiberniae), хотя более распространённым титулом для верховных королей этого времени был «король Тары». Вплоть до середины IX века, в ирландских анналах только два лица — Домналл мак Аэдо и его внук Лоингсех мак Энгуссо — упомянуты как правители всей Ирландии. Всего же за весь период Раннего Средневековья только двенадцать правителей были удостоены анналами титула «король Ирландии». Предполагается, что подобный титул был заимствован средневековыми анналистами из составленной на Айоне «Хроники Ирландии» — общего источника для ранней ирландской историографии. Этот крайне редко использовавшийся титул свидетельствует о значительном влиянии, которым обладал Домналл на события в Ирландии во время своего правления.
После смерти Домналла мак Аэдо власть над Кенел Конайлл и титул верховного короля Ирландии унаследовали его племянники Келлах мак Маэл Кобо и Коналл Каэл, ставшие королями-соправителями. Об этом известно из сообщений ирландских анналов и списков верховных королей в «Лейнстерской книге» и трактате «Laud Synchronisms». Однако наиболее древний из списков королей Тары, сохранившийся в составе саги «Видение Конна», называет преемниками Домналла королей Диармайта и Блатмака мак Аэдо Слане. Вероятно, правители Бреги после смерти Домналла мак Аэдо предъявили притязания на титул верховного короля, что и нашло отражение в противоречивости сообщений средневековых источников о преемниках Домналла. Предполагается, что Келлах и Коналл признавались единственными верховными королями Ирландии только во владениях Северных Уи Нейллов, в то время как среди Южных Уи Нейллов в этом качестве могли рассматриваться также и короли Домналл и Блатмак.

### Семья
По свидетельству трактата XII века «Banshenchas» («О известных женщинах»), супругой Домналла мак Аэдо была Дуйнсех, скончавшаяся в 639 году. Детьми от этого брака были Энгус (погиб в 650 году), Фергус Фанат, Айлиль Фланн Эса (умер в 666 году), и умершие в 663 году Коналл и Колку. Внуки Домналла Лоингсех мак Энгуссо и Конгал Кеннмагайр также как и их дед обладали титулами верховных королей Ирландии.